# Саксела, Янне
Янне Саксела (фин. Janne Saksela; родился 14 марта 1993 года, Вантаа, Финляндия) — финский футболист, полузащитник клуба ХИК. Игрок сборной Финляндии.

## Клубная карьера
Саксела — начал карьеру в клубе «ПК-35 Вантаа» из своего родного города. 13 сентября 2009 году в матче против «Киисто» он дебютировал в Юккёнен лиге. 23 июня 2011 года в поединке против «ПС Кеми» Янне забил свой первый гол за «ПК-35 Вантаа». В начале 2012 года Саксела перешёл в ХИК. 20 января в поединке Кубка финской лиги против МюПа-47 он дебютировал за основной состав. В мае для получения игровой практики Янне перешёл в «Клуби-04». Летом Саксела перешёл в «Йювяскюля». 11 августа в матче против МюПа-47 он дебютировал в Вейккауслиге. 2 сентября в поединке против «Хаки» Янне забил свой первый гол за «Йювяскюлю».
В начале 2014 года Саксела перешёл в РоПС. 6 апреля в матче против ВПС он дебютировал за новую команду. 29 апреля в поединке против ХИФК Янне забил свой первый гол за РоПС.
В начале 2017 года Саксела подписал контракт с роттердамской «Спартой». 27 января в матче против «Виллем II» он дебютировал в Эредивизи.

## Международная карьера
10 января 2016 года в товарищеском матче против сборной Швеции Саксела дебютировал за сборной Финляндии.